# Someday Somewhere
『Someday Somewhere』（サムデイ・サムホエア）は、チューリップの10枚目のスタジオ・アルバム。1979年7月20日発売。

## 解説
チューリップが1979年に発売した、初の2枚組アルバム（他には2007年の現時点での最新アルバム『run』がある）。
また、本作を最後に吉田彰と上田雅利が脱退したため、チューリップ第一期メンバーによる最後の作品になった（上田は1997年の再結成で復帰）。全編オリジナルで、シングルカットは一曲もない。また、本作の『まだ闇の内』が、安部俊幸が生前ボーカルを取った最後の曲となった（本作以降は作詞・作曲とコーラスのみ）。
ビートルズなどのブリティッシュロックの影響下からスタートしたチューリップだったが、本作ではシンセサイザーやサウンドエフェクト（「サーカスは青い空」）を使用するなど、1980年代のチューリップサウンドの原型が出来上がっている。アルバム全体では、失恋を歌った曲が多い。
本作では、5枚目のアルバム『無限軌道』以来5作ぶりに、青木望がストリングスアレンジで参加している（「愛の窓辺」、「8億光年の彼方へ」の2曲）。
ジャケット写真は両面共にメンバー5人が横並びで写っており、表面の吉田と裏面の吉田が手を繋いでいる。
2005年には限定で紙ジャケット版が発売された。

## 逸話
本作には「わがまま」という曲が収録される予定だったが、急遽シングル曲候補となったため、歌詞の一部と曲のAメロ部分を大幅にアレンジしたのち、「虹とスニーカーの頃」と曲名を改めて7月5日に発売された。この「わがまま」は「虹とスニーカーの頃（メロ違いバージョン）」として、1970年代から1980年代に録音された未発表音源を集めた企画アルバム『TULIP Anthology 1〜Rare Tracks〜』（2000年発売）に収録されている。

## 収録曲

### Disc.1

#### Morning Side
1. 愛の窓辺
  - 作詞／作曲：財津和夫　編曲：チューリップ・青木望　ボーカル：財津和夫
  - 財津は「レコーディング当時もっと自分の歌が上手ければ、とてもいい曲になったはず」と語っている。
2. 今日と明日の間に
  - 作詞・作曲：財津和夫　編曲：チューリップ　ボーカル：財津和夫
3. Silent Love
  - 作詞・作曲：財津和夫　編曲：チューリップ　ボーカル：財津和夫
4. Blue Eyes(この小さな星のうえで)
  - 作詞・作曲：財津和夫　編曲：チューリップ　ボーカル：財津和夫
  - 当時のライブでは、3曲目と4曲目は続けて演奏されることが多かった。
5. いま、友へ
  - 作詞・作曲：財津和夫　編曲：チューリップ　ボーカル：財津和夫

#### Moon Side
1. まだ闇の内
  - 作詞：財津和夫　作曲：安部俊幸　編曲：チューリップ　ボーカル：安部俊幸
  - 安部がチューリップでボーカルを担当した最後の楽曲である。
2. Give me a chance
  - 作詞・作曲：財津和夫　編曲：チューリップ　ボーカル：財津和夫
3. サーカスは青い空
  - 作詞：財津和夫　作曲：安部俊幸　編曲：チューリップ　ボーカル：姫野達也
4. 思い出のフリスビー
  - 作詞：上田雅利　作曲：安部俊幸　編曲：チューリップ　ボーカル：上田雅利
5. 8億光年の彼方へ
  - 作詞・作曲：財津和夫　編曲：チューリップ・青木望　ボーカル：財津和夫

### Disc.2

#### Twilight-time Side
1. 悲しみに挨拶を
  - 作詞・作曲：財津和夫　編曲：チューリップ　ボーカル：財津和夫
  - 2022年のデビュー50周年ライブの冒頭で披露されている。
2. I Love You
  - 作詞・作曲：財津和夫　編曲：チューリップ　ボーカル：財津和夫
3. ムトウス
  - 作詞・作曲：財津和夫　編曲：チューリップ　ボーカル：財津和夫
  - タイトルの意味は「ライチョウ（正確には旧学名のLagopus "mutus"）」。
  - 2018年のツアーでは、鳥に関するエピソードを交えたMCからこの曲の演奏に入った。
4. 哀別の日
  - 作詞：財津和夫　作曲：姫野達也　編曲：チューリップ　ボーカル：姫野達也・財津和夫。
5. 神様に感謝をしなければ
  - 作詞：安部俊幸　作曲：姫野達也　編曲：チューリップ　ボーカル：姫野達也
  - 当初はシングルの候補とされていた。
  - ビートルズ的なアコースティック・ギターによる綺麗なメロディを意識して作られた。
  - また、「神様」は宗教のいう「神様」としてではなく、「物理」の代語として用いられている。
6. 愛の窓辺
  - 作詞・作曲：財津和夫　編曲：チューリップ　ボーカル：財津和夫
    - 1枚目1曲目の同名の曲の短縮版。

#### Night Side
1. 刹那居季節
  - 作詞／作曲：財津和夫　編曲：チューリップ　ボーカル：姫野達也
2. 雨が降る
  - 作詞・作曲：財津和夫　編曲：チューリップ　ボーカル：財津和夫
3. あなたのなかへ
  - 作詞・作曲：財津和夫　編曲：チューリップ　ボーカル：財津和夫
4. 居留守番電話
  - 作詞：財津和夫　作曲：吉田彰　編曲：チューリップ　ボーカル：吉田彰
  - 吉田がチューリップでボーカルを担当した最後の楽曲である。
5. Someday Somewhere
  - 作詞・作曲：財津和夫　編曲：チューリップ　ボーカル：財津和夫
  - ライブでは安部のギターソロやコーラスワークなど、聴き所に溢れていた。失恋した幼なじみの友人の話を聞くという、異色のクリスマスソングである。

## クレジット
SHOO KUSANO- SHINKO PRODUCTIONS
SUPERVISION- SHIRO NISHIDA
ALL SONGS COMPOSED, ARRANGED, PLAYED BY TULIP
RECORDING PRODUCER- KAZUNAGA NITTA
RECORDING DIRECTOR- KEIICHI YONEDA
RECORDING ENGINEER- TAKESHI ITOH
ASSISTANT- KOUSEI FUJITA, KOUJI NODA
INSTRUMENTS ENGINEER- SHINICHI ABE, AKIHIKO FURUTA, MASAHIRO SATOH
ALBUM ART DIRECTION- TAKUYA ONO
ALBUM DESIGN- TOSHIO MATSUMOTO, NORIO MATSUSHITA
PHOTOGRAPHY- KENJI TAGUCHI
ASSISTANT- SEIJI OTSUKA, SHINJI TAGUCHI
STRINGS ARRANGE (Moring Side- 1, Noon Side- 5)- NOZOMI AOKI
MANAGEMENT- SHUNJI UENO
Recorded at Toshiba EMI, ROCKWELL Studio, ONKIO HAUS, MEDIA Studio

I dedicate this record to the Marine Corps.